# 티베리우 돌니체아누
티베리우 알렉산드루 돌니체아누(루마니아어: Tiberiu Alexandru Dolniceanu, 1988년 4월 3일 ~ )는 루마니아의 펜싱 선수로 주 종목은 사브르이다. 2012년 하계 올림픽에 참가하여 단체전에서 은메달을 건 선수이다.